# 尼古拉斯·霍夫
尼古拉斯·霍夫（英語：Nicholas Hough，1993年10月20日—），澳大利亚男子田径运动员。他曾代表澳大利亚参加2014年、2018年和2022年英联邦运动会田径比赛，获得一枚铜牌。